# Guy Suzuki
Tadasu Guy Suzuki (* 16. Februar 1925 in Paris; † 16. Dezember 2012 in Romorantin-Lanthenay, Frankreich) war ein französischer Kameramann.

## Leben und Wirken
Suzuki, Nachkomme japanischer Einwanderer, erhielt kurz nach dem Zweiten Weltkrieg seine kameratechnische Ausbildung und begann seit den frühen 1950er Jahren als Kameraassistent und einfacher Kameramann zu arbeiten. Kurz darauf ließ man ihn (bei Kurzdokumentarfilmen) erstmals auch eigenständig Filme fotografieren. Bis in die späten 1960er Jahre hinein blieb Suzuki, inzwischen sporadisch als Chefkameramann eingesetzt, auch weiterhin primär als einfacher Kameramann tätig, der bei großen, internationalen Produktionen wie Angélique und Diamantenbillard Kollegen wie Henri Persin und Claude Lecomte zuarbeitete. In dieser Zeit inszenierte er mit Une petite fugue auch einen Kurzfilm. 1966 war er an der Seite des Kollegen Roger Fellous einer der beiden Chefkameraleute bei dem ZDF-Weihnachtsvierteiler Die Schatzinsel.
Anschließend war er nur noch bei dem Actionfilm Die 7 Masken des Judoka ein einfacher Kameramann und fotografierte ab 1967 nahezu ausschließlich eigenverantwortlich Kinofilme, darunter mehrere erotische Komödien und actionhaltige Kriminal- und Gangsterfilme sowie die letzte Arbeit Jean Gabins, Zwei scheinheilige Brüder. Danach, seit 1976, wirkte Guy Suzuki, der zwischenzeitlich mehrfach eine Namensnennung als Tadasu Suzuki erhielt, ausschließlich für Fernsehproduktionen. Nach seiner Arbeit an der Serie Cinéma 16 zog sich Suzuki 1981 von seiner Arbeit zurück. Was er die verbleibenden drei Jahrzehnte bis zu seinem Tode 2012 tat, ist derzeit nicht bekannt. Guy Suzuki war mit der Regieassistentin und Ausstatterin Christiane Vilfrid (* Bernay 7. Februar 1924; † Romorantin 15. März 2022) verheiratet.

## Filmografie (Auswahl)
nur als Chefkameramann, wenn nicht anders angegeben
- 1952: Frères inférieurs (Kurzfilm)
- 1953: Geliebte des Arztes (L’Étrange Amazone)
- 1955: Ein Frauenarzt klärt auf (L’éveil de l’amour)
- 1960: Petit Jour (Kurzfilm)
- 1962: Le Reflux
- 1963: Une petite fugue (Kurzfilm-Regie)
- 1966: Die Schatzinsel (dt.-franz. Fernsehvierteiler)
- 1967: Amnésie 25 (Kurzfilm)
- 1968: Les Tontons du Festival (Kurzfilm)
- 1968: Clown
- 1969: Komm, liebe mich (L’Amour)
- 1969: Minouche (Fernsehserie)
- 1969: Die Familienschande (La honte de la famille)
- 1970: La servante
- 1971: Tödliche Schlagzeilen (L’Odeur des fauves)
- 1972: Zu hübsch, um ehrlich zu sein (Trop jolies pour être honnêtes)
- 1973: Deux grandes filles dans un Pyjama
- 1974: Par ici la monnaie
- 1974: Les murs ont des oreilles
- 1974: Der eiskalte Job (Le Protecteur)
- 1975: L’Intrépide
- 1975: Les demoiselles à péage
- 1976: Zwei scheinheilige Brüder (L’Année sainte)
- 1976: Nick Verlaine ou Comment voler la Tour Eiffel (TV-Film)
- 1978: Le temps des as (TV-Serie)
- 1979: La ville, la nuit (TV-Film)
- 1979: La dame aux coquillages (TV-Film)
- 1981: Cinéma 16 (mehrere Folgen der TV-Serie)
- 1983: Mit Rose und Revolver (Les brigades du Tigre, TV-Serie, 6 Folgen)